# 懸棺

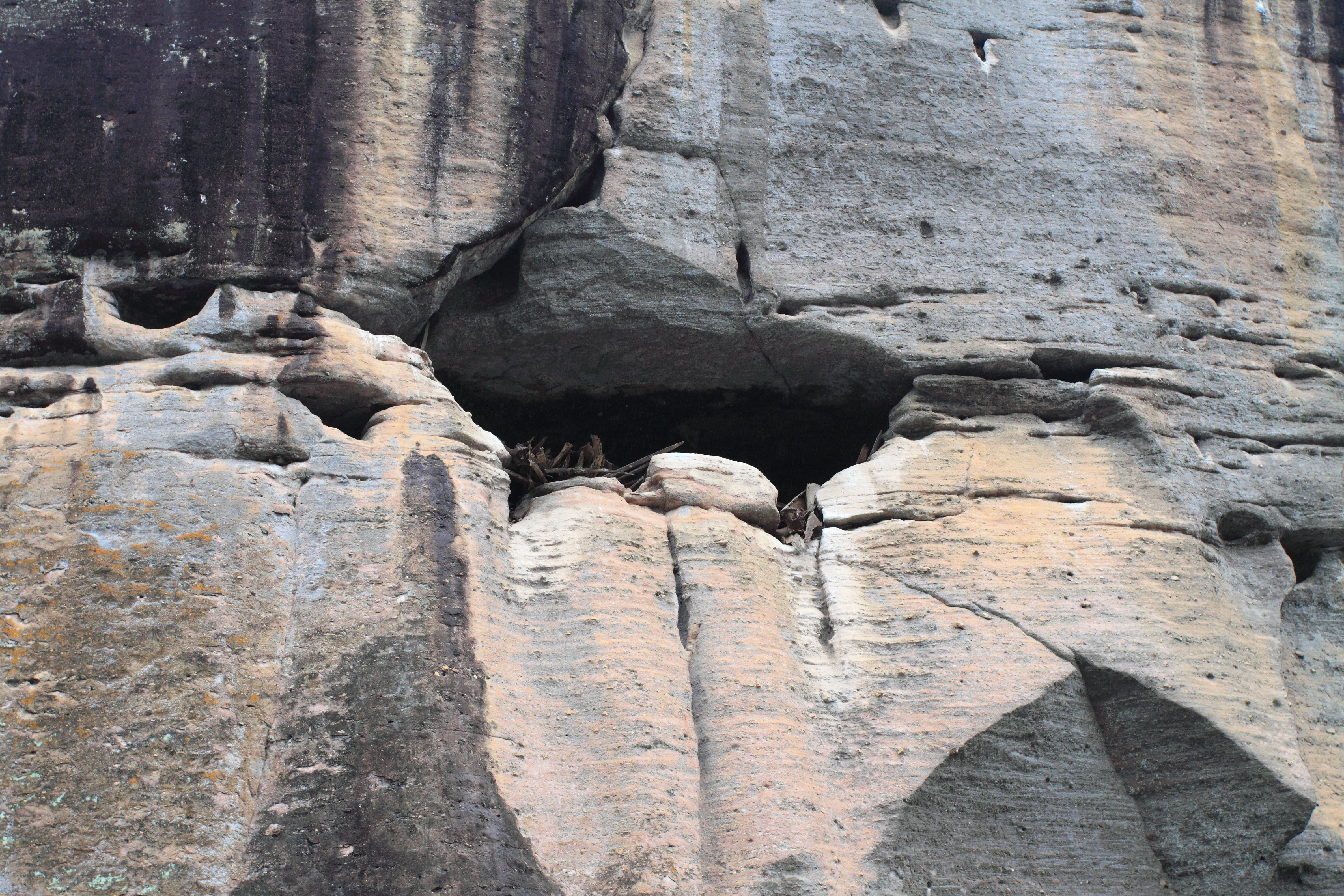
武夷山崖墓

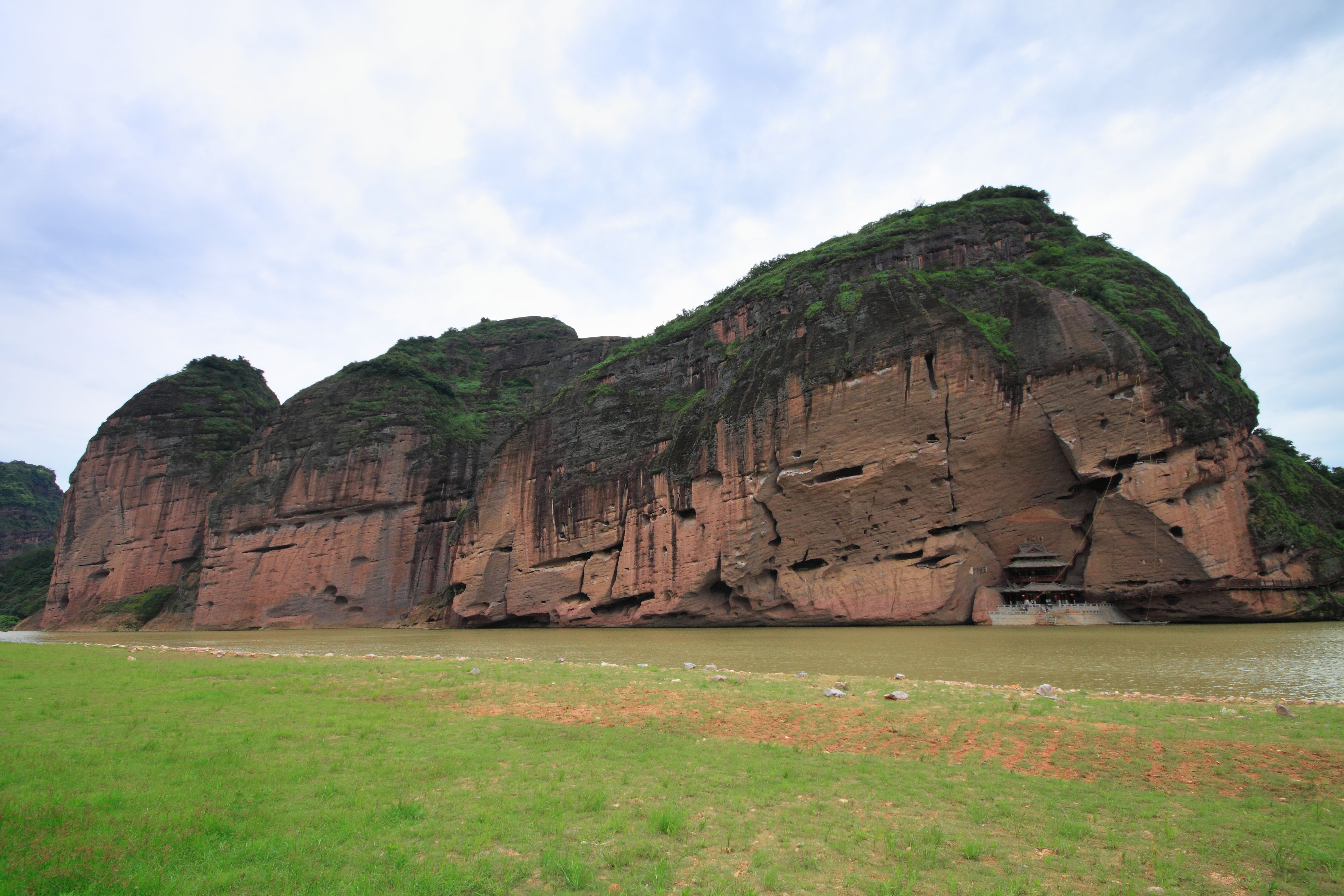
龙虎山崖墓

悬棺葬是百濮人、南島人等的傳統葬儀之一，又稱崖墓，其形式是将装殓后的棺椁置于悬崖峭壁的洞穴或缝隙处。見於中國西南黔、滇、川南等地區、東南亞以至太平洋群島。其中又以福建省武夷山、江西省龙虎山及川南懸棺最為著名。
懸棺起源甚早，南朝梁人顧野王記武夷山「地仙之宅，半崖有懸棺數千」。江西鹰潭市南郊龙虎山悬棺是屬於春秋战国时期古越人的悬棺。懸棺的分布亦廣，遍及湖北、湖南、重庆、四川和雲貴高原，在太平洋群島亦有發現懸棺。懸棺至今原因不明，懸棺葬必須耗費大量人力物力，包括挖凿洞穴，應屬於貴族的葬禮。
悬棺葬此一名詞最早是1948年芮逸夫在《僚為仡佬試證》一文中首次提出，以後被沿用。懸棺葬一般被歸類為崖洞葬，有專家認為懸棺屬於風葬，目前尚未取得共識。
2005年，复旦大学的研究者采集了悬棺遗骨的细胞线粒体DNA，成功提取出7个样本，与55个人群的4500多个现代人的线粒体数据进行比对分析，结果发现，古代悬棺人的遗传序列上的資訊与百濮人与南岛人所具有的特质非常相近，而后者则是由广东、福建一代的古百越人迁徙融合形成的。